# 漫画情報誌
漫画情報誌（）は、漫画に関する記事を主体とする雑誌のこと。漫画を掲載することを主体とする漫画雑誌とは異なる。

## 概要
漫画の書評や漫画家に対するインタビュー記事のほか、漫画に関するイベント情報を掲載した雑誌であり、日本においては1974年に創刊された『ぱふ』が代表例に挙げられる。
日本の出版業界における漫画の存在感が高まるにつれ、小説や映画などと同様の評論文化が生まれ、また、漫画を読むだけではなく自ら描こうとする者も増え、漫画研究会、同人誌文化も発達していく。この流れの中、1970年代から1980年代にかけて、迷宮による『漫画批評大系』のような批評誌が登場するとともに、『ぱふ』のような漫画情報誌も誕生していった。同時に、批評誌と情報誌の差別化も進み、後者は、漫画家をタレント的に扱った芸能誌・ファン雑誌とも称されるようになる。
漫画情報誌は、比較的ライトな漫画ファンも読者層に取り込み、インターネットが普及する以前の漫画に関する貴重な情報源であると同時にファン同士の交流の場となり、非商業の漫画作品・同人誌の流通にも影響を与え、COMITIAのような同人誌即売会の成立にも貢献した。

## 主な漫画情報誌
- ぱふ（過去）
- コミック・ファン
- ふゅーじょん ぷろだくと
- コミックボックス（過去）
- Comnavi
- プータオ
- コミッカーズ（過去）
- コミックジャンキーズ